# Horacio Martínez Prieto
Horacio Martínez Prieto   (Bilbao, 29 de desembre de 1902 - París, 26 d'abril de 1985) fou un anarcosindicalista i polític basc.

## Biografia
Inicià la seva militància en la Confederació Nacional del Treball el 1916 (amb només 14 anys). El 1924 va participar en els fets de Bera, raó per la qual fou exiliat per la Dictadura de Primo de Rivera a París en 1925-1926, on s'enfrontà a la idea del seu company Joan Garcia Oliver de formar part d'una aliança política contra la dictadura.
El 1932 fou convidat pel PCE a visitar Rússia amb el director de Tierra Vasca, però quan tornà va escriure impressions poc favorables. Contrari a la participació de la CNT als fets revolucionaris de 1933, el 1934 fou nomenat vicesecretari del Comitè Nacional; després de passar vuit mesos a la presó el 1936 substituí Miguel Yoldi Beroiz com a Secretari General de la CNT després del Congrés de Saragossa, que ell mateix va organitzar.
L'esclat de la guerra civil espanyola el va sorprendre a Bilbao, on representà la CNT en la Junta de Defensa de Biscaia fins que es traslladà a Barcelona. A causa de la seva proposta de fer participar la CNT en els governs d'Azaña i Largo Cavallero fou acusat de traïdor i liquidacionista, raó per la qual el novembre de 1936 va dimitir del seu càrrec, encara que continuà com a representant de la Regió Nord al Comitè Nacional i com a membre de al Comissió Assessora Política, des d'on defensà la participació de la CNT en el govern de la Segona República Espanyola.
Afiliat a la FAI, fou director general de comerç sota el ministeri de Juan López Sánchez (novembre de 1936 - maig de 1937) i sotsecretari de salut sota Segundo Blanco González (abril de 1938 - febrer de 1939). Des de la revista Timón, dirigida per Diego Abad de Santillán, defensà la transformació de la FAI en un partit polític, raó per la qual fou atacat pels seus propis companys de sindicat. Alhora formà part d'un comitè d'aliança amb la UGT i demanà l'obertura de negociacions amb Franco.
En acabar la guerra marxà a l'exili, on fou membre de la direcció del Moviment Llibertari Espanyol, defensant la participació anarquista en els governs de la Segona República Espanyola en l'exili. Fou ministre d'obres públiques als dos governs de José Giral (1945-1947) i fou un dels signataris del manifest de 23 de gener de 1948 que reclamava la constitució del MLE en un partit polític.

## Obres
- Anarcosindicalismo. Cómo Hacemos la Revolución (1933)
- Facetas de l'URSS (Santander 1933)
- Los Problemas de la Revolución Española (1933)
- Anarquismo Relativo. Crítica de los Hechos y Sugestiones Revisionistas (Mexico 1948)
- El Anarquismo Español en la Lucha Política (1946)
- Posibilismo Libertario (1966)
- Semblanza y Personalidad de Galo Díez (inèdit)
- Gobierno Vasco. Algunos Antecedentes para el Libro Blanco de Euskadi-Norte CNT (inèdit)
- Marxismo y Socialismo Libertario (1947)